# Alvin Epstein
Alvin Epstein (New York, 14 maggio 1925 – Newton, 10 dicembre 2018) è stato un attore, mimo e regista teatrale statunitense.
Attivo dal 1956, dopo una lunga pausa tornò a recitare alla fine degli anni ottanta, prendendo anche parte al doppiaggio di La bella e la bestia (1991).
All'eta di 93 anni, il 10 dicembre 2018, si spenge a Newton in seguito alle complicazioni di una polmonite.

## Filmografia parziale
- Omnibus – serie TV, 1 episodio (1956)
- Studio One  – serie TV, 1 episodio (1956)
- The Further Adventures of Ellery Queen – serie TV, episodio 1x25 (1959)
- Mr. Broadway – serie TV, episodio 1x08 (1964)
- Fuga dalla realtà (1986) – film TV
- Law & Order - I due volti della giustizia  (Law & Order) - serie TV, episodio 1x01, 14x14 (1990, 2004)
- Law & Order - Unità vittime speciali (Law & Order: Special Victims Unit) - serie TV, episodi 14x07 (2012)

## Doppiaggio
- La bella e la bestia (1991)
- M.U.G.E.N. (1999)